# イルマ殺し
イルマ殺し（イルマころし）は、1917年（大正6年）2月24日に福岡県福岡市で発生した強盗殺人事件である。第一次世界大戦（日独戦争）で日本が交戦中のドイツ帝国の海軍大臣エドゥアルト・フォン・カペレの娘が殺害され、夫のドイツ帝国海軍の軍人が後追い自殺した。

## 背景
1914年（大正3年）8月23日、日本はドイツ帝国に宣戦布告し、日独戦争が始まった。日本は膠州湾租借地を攻撃し（青島の戦い）、ドイツ帝国軍は11月7日に日本軍に降伏。アルフレート・マイヤー＝ヴァルデック総督以下約4,500名が捕虜（当時の陸軍用語で「俘虜」）となった。後に南洋諸島占領時の捕虜がこれに加わり、捕虜の数は総勢約4,700名となった。
捕虜を収容するために、日本各地の12ヶ所に俘虜収容所が設置された。福岡市にも福岡俘虜収容所が設置され、11月15日に第一陣となる575人が到着した。将校は須崎（現・博多区須崎町）の県物産館に収容され、下士卒は柳町（現・博多区下呉服町）にあった遊郭を改装した建物に収容された。11月17日にはワルデック総督ら第二陣256名が到着し日本赤十字社福岡県支部に収容された。
北京に住んでいたイルマ・ザルデルン（事件当時30歳）は、夫のジークフリート・フォン・ザルデルン海軍大尉が収容所にいることを知り、12月14日、28歳で3歳の次男を連れて日本に渡った。親子は門司市（現・北九州市門司区）から下関市の知人宅を経て、収容所に近い外住吉町大字住吉（現・博多区住吉）に家を借りて住んでいた。借家は、福岡県知事だった深野一三が老後の隠居に建てた別邸だったが、深野は愛知県知事として転居したため空家となっており、イルマと息子、それに家庭教師の3人住まいだった。収容所では週に1回面会が許されており、息子の手を引いて須崎裏の収容所へ向かうイルマの姿は、市民にも注目の的だった。また、10月には久留米市を訪れるなど、同じように日本に滞在している他の捕虜の家族とも交流があった。
1915年12月、福岡俘虜収容所で捕虜の脱走事件が起きた時には、イルマが背広を調達するなどして脱走の手ほどきをしたと疑われたが、憲兵の尋問や家宅捜索で幇助は確認できず、無実と結論付けられた。しかし、イルマは精神的に追い詰められたらしく、軽井沢に静養している。収容の長期化により、捕虜のうち下士卒は久留米俘虜収容所や習志野俘虜収容所に移され、1916年（大正5年）10月には柳町の収容所が閉鎖されたことから、事件当時の福岡俘虜収容所は須崎の将校収容所のみとなっていた。

## 事件の発生
1917年2月24日21時頃、強盗が庭に入りこみ、庭の植え込みに身を隠して家の様子を窺っていた。灯火が消えて家が静かになった深夜23時頃、強盗は星明りを頼りに雨戸を外して家に侵入し、応接室の隣にあったイルマの寝室に忍び込もうとした。ここでイルマが物音に気づき、電気スタンドを灯して応接間を覗き込んだところ、強盗を見つけたため大声をあげながら強盗に飛びかかった。イルマは強盗に馬乗りになり抵抗したが、強盗は持っていた匕首をイルマに突き刺した。匕首はイルマの顔に刺さり、今度は強盗がイルマに馬乗りになって首を絞めて殺害した。強盗は格闘中に消えた電気スタンドを点け、コードをイルマの首に巻きつけた後、枕元にあった黒カバンを盗んで裏庭から逃亡した。家庭教師は松山俘虜収容所周辺に住む捕虜婦人を訪ねて不在で、別室で寝ていた6歳の次男は無事だった。
翌2月25日朝5時、離れに家族で住み込みザルデルン親子の世話をしていた主婦がイルマの遺体を発見した。遺体は応接室の倒れた襖の上に倒れており、寝巻は胸までめくれており、下着はつけていなかった。顔は毛髪で隠されており、コードは首に巻き付いたままだった。

## 捜索
通報を受けた福岡警察署（現・中央警察署）は、イルマの死を福岡県警察部へ報告し、福岡県警察部は内務省に報告した。交戦国の大臣の娘が殺害されたという事態に、成立したばかりの寺内正毅内閣は驚愕した。後藤新平内務大臣には事件の早期解決の指示が下り、政府は連日、谷口留五郎福岡県知事と警察部長を激励した。また、報道管制により新聞記事は検挙まで差し止められた。
現場検証は警察署長が現場に駆け付け、直接指揮する中行われ、イルマの遺体は25日13時から九州帝国大学病院（現・九州大学病院）で解剖された。イルマの死因は窒息死で、顔から胸部、右手に計8か所に刺し傷があり、無数の擦過傷があった。遺体の爪には、2寸（約6cm）の外国人の毛髪が挟まっていた。現場の応接室は照明がついたままで、柱にかけられていた時計は少し傾いたまま、12時25分を指して止まっていた。金の腕時計などの貴金属、カバンに入っていた現金100円が盗まれたほか、遺留品として匕首のハバキが残された。また、現場には血の付いた犯人の指紋が襖などから複数見つかった。
外交問題となることを恐れた政府の圧力や大尉の自殺もあり、イルマ殺しの捜査には拍車がかけられた。捜査を担当した警部は2月26日に結婚式を挙げる予定だったが、犯人検挙まで無期延期となった。しかし福岡市内の宿泊施設や遊郭、料理店に一斉臨検が行われたにもかかわらず、手掛かりは無いままだった。見つかった指紋は、指紋を保管している警視庁や大阪府警察部、各地の監獄に送られたが、該当者は見つからなかった。

## 夫の自殺
妻の死は、2月25日朝の点呼で収容所のザルデルン大尉にも伝えられ、大尉は衛兵の付き添いで現場を訪れた。イルマの遺体は、葬儀を終えた2月26日に九州帝国大学（現・九州大学箱崎キャンパス）の火葬場で火葬された。放心状態だったザルデルン大尉は、2日後の2月28日未明、収容所のドアの蝶番に電線を引っかけて、首を吊って縊死した。遺書によると、夫婦は結婚に際して、どちらかが死んだときは残りも死ぬという契りを結んでいた。夜が明けた3月1日朝7時に衛兵が自殺を発見し、テーブルの上には軍服が折り畳まれ、遺産や遺品に関する内容と、義父カペレと上官、そして2人の息子に宛てた5通の遺書が載せられていた。ザルデルン大尉の葬儀は収容所の講堂で行われ、軍刀を供えた棺に納められた大尉の遺体も、ドイツ帝国の国旗や鯨幕が張られたイルマと同じ窯で火葬され、遺言どおりイルマと同じ骨壺に収められた。わずか数日の間に両親を失った次男は、久留米市に住んでいた別の捕虜の妻に引き取られた。

## 犯人検挙
捜査が進む中、現場近くの旅館に2月13 – 19日と23 – 26日に宿泊していた、小倉市（現・北九州市小倉北区）鳥町三丁目の洋服商（26歳）と名乗る男が浮上した。身元を捜査したところ、鳥町に該当する人物はおらず、偽名による宿泊が明らかとなった。さらに、警部は遺留品のハバキに新しい研磨痕を見つけ、市内の研ぎ屋を捜査したところ、事件の前日に30歳前後の男が依頼していたことも明らかになった。
捜査を進めたところ、新柳町の遊郭に洋服商の馴染みの妓娼がいることが判明し、彼が事件翌日に遊郭を訪れ、右手に包帯を巻いて金の腕時計をしており、しばらく遠出すると述べていたことが明らかになった。やがて、妓娼に男から手紙が届き、津屋崎町（現・福津市）に滞在していることが判明。直ちに刑事が津屋崎に派遣されたが、男は既に宿泊した旅館から旅立っており、腕時計も質屋に売られた後だった。さらに、男が腕時計をして写っている写真が写真店の店先に飾られており、刑事たちを呆れさせた。
しかしこの写真から、男の正体は佐賀県兵庫村（現・佐賀市兵庫）の菓子職人で、窃盗の前科を持つ田中徳一（事件当時26歳）と判明した。菓子店を捜査していたところ、田中が3月19日から小倉市鳥町一丁目のパン店で職人として住み込みで働いていることが分かり、4月7日に刑事が小倉市に派遣された。小倉警察署（現・小倉北警察署）の応援を受けてパン店に向かった刑事たちは、日付が変わった4月8日0時15分、映画見物から帰った田中を検挙した。

## 検挙後
田中の所持品からは、イルマの所持品である黒カバンや金製の腕時計、真珠の付いた指輪が見つかった。前科者の指紋に該当が無いとされた現場の指紋は、現場の指紋のネガと保管されていた田中の指紋を照合したところ、指紋の凸部に付着した血液ではなく、凹部に残った血液を拭き取ったときにできた逆指紋であることが明らかとなり、逆指紋の照合が犯罪捜査で用いられた世界でも最初の例とされている。
犯人逮捕に伴い、事件に関する報道も解禁された。田中には死刑判決が下り、1918年（大正7年）3月11日、田中は長崎刑務所で処刑された。捜査の糸口となる妓娼を発見した巡査には、谷口知事から表彰状と当時としては破格の賞与である80円が与えられた。
福岡俘虜収容所は、1918年3月に最後まで残ったワルデック総督らが習志野俘虜収容所に移され、4月12日に閉鎖された。
海軍大臣の娘が殺害されたということもあり、ドイツ帝国政府は中立国のアメリカを通して日本政府に厳重抗議したが、約1ヶ月で犯人が逮捕されたことや、大尉が遺書で日本の警察の捜査が丁寧であることを明記したこともあり、それ以上の追及は無かった。
2008年（平成20年）、ザルデルン夫妻の子孫から、大尉の上官が作成した遺書の複製や事件の報告、夫妻の葬儀の写真、イルマの妹にイルティス級砲艦「ヤグアル」艦長から送られた手紙、大尉が青島や福岡から送った手紙の史料が久留米市に寄贈された。